# 김민수 (1963년)
김민수(1963년 7월 28일 ~ )는 대한민국의 배우이다.

## 학력
- 서울예술전문대학 연극과

## 출연작

### 드라마
- 《사랑이 오네요》 (2016년, SBS) - 장욱 역
- 《아들찾아 삼만리》 (2007년, SBS) - 홍비서 역
- 《엄마의 노래》 (2002년, SBS) - 강준기 역
- 《사랑의 이름으로》 (1996년, SBS)
- 《왕십리》 (1993년, KBS2) - 성태 역
- 《두 자매》 (1993년, MBC)

### 영화
- 《정글 스토리》 (1996년) - 동준 역

## 수상
- 1996년 제2회 한국뮤지컬대상 남우조연상 수상
- 1997년 제3회 한국뮤지컬대상 인기상 수상
- 1999년 제35회 백상예술상 인기상 수상